# Terenzio Alciati
Terenzio Alciati (Roma, novembre 1570 – Roma, 12 novembre 1651) è stato un gesuita, teologo e storico italiano.

## Biografia
Nato a Roma da famiglia originaria del milanese, studiò nel Collegio Romano e, nel 1591, ventunenne, entrò fra i gesuiti.
Dall'inizio del Seicento, ha insegnato dapprima Logica e Filosofia naturale (suoi appunti di lezioni si soffermarono, a testimonianza di un interesse astronomico pre-galileiano, sulle comete), poi e soprattutto Teologia scolastica, infine Sacra scrittura presso lo stesso Collegio Romano, ricoprendone anche la carica di prefetto degli studi tra il 1623 e il 1627. 
Alciati ricoprì altre diverse cariche in Vaticano, fra cui quella di rettore della Penitenzieria Apostolica.
Il suo nome è particolarmente legato all'incarico, ricevuto da Papa Urbano VIII, di preparare un'opera sul Concilio di Trento come risposta a Paolo Sarpi. In questa direzione le sue ricerche e i suoi studi, i quali durarono anni e furono amplissimi, non riuscirono però a sfociare nella pubblicazione dell'opera, che venne poi ripresa da Pietro Sforza Pallavicino nella sua Istoria del Concilio di Trento.
Nel 1629 Alciati pubblicò con lo pseudonimo di Erminio Tacito la traduzione dal latino all'italiano del volume di Niccolò Orlandini sulla vita di Pietro Favre.
Suoi endecasillabi sulla Commedia di Dante, che si trovavano manoscritti all'interno di un codice della Biblioteca Casanatense, furono segnalati con altri inediti da Girolamo Amati nella Bibliografia romana e pubblicati nel 1892 da Giuseppe Lando Passerini sotto forma di opuscolo per Nuptialia.